# Faune en France
Pour l’article homonyme, voir Faune de France (collection d'ouvrages).
Position géographique et climats (océanique, continental, méditerranéen et montagnard) expliquent en grande partie que la faune de France soit très diversifiée. En effet, une grande variété de milieux existe sur une superficie relativement restreinte : bocages, milieux agricoles, forêts tempérées, forêts méditerranéennes, zones humides intérieures, cours d'eau, littoraux sableux, littoraux rocheux et falaises, collines, moyennes montagnes, hautes montagnes, villages et villes.

## Protozoaires
Animaux unicellulaires, les protozoaires sont présents dans tous les milieux. Si une majorité d'entre eux mènent une vie libre, un grand nombre sont des parasites d'animaux ou de l'homme.
Les amibes présententent, selon les espèces, les deux types de modes de vie. Ainsi, l'Amibe protée Chaos diffluens vit dans la terre humide et au fond des mares tandis qu'Entamoeba coli peuple le gros intestin de l'homme sans action pathogène. 

## Spongiaires
La plus connue des éponges, appartenant à la classe des Démosponges, est celle qui forme l'éponge de toilette (Spongia officinalis), qui vit en Méditerranée et dont le squelette corné mais souple est commercialisé sous le nom d'éponge naturelle ou même d'éponge "végétale" ! D'autres espèces marines peuplent les eaux françaises comme Suberites domuncula et Myxilla incrustans. En eau douce, se rencontre notamment Spongilla fluviatilis.
Espèces d'eau douce françaises : Ephydatia fluviatilis, Ephydatia muelleri, Eunapius fragilis, Sanidastra yokotonensis, Spongilla lacustris, Trochospongilla horrida

## Annélides
Cet embranchement comporte un millier d'espèces en France.

## Mollusques
L'embranchement des Mollusques comporte quatre classes, toutes représentées en France.
La classe des Amphineures est divisée en trois sous-classes dont celle des Monoplacophores représentée par une seule espèce dans le golfe de Gascogne (la plupart des taxons vivant dans les fosses marines du Pacifique).
La classe des Gastéropodes est la plus importante de cet embranchement par le nombre d'espèces. Les principaux Prosobranches sont les patelles (Patella vulgata, Patella aspera, Patella intermedia, Patella coerulea et Patella lusitanica) et les bigorneaux (Littorina littoralis, Littorina saxatilis, Littorina neritoides et Littorina littorea). Les Pulmonés comprennent essentiellement les escargots terrestres (Escargot de Bourgogne, Escargot Petit-gris, Hélice des bois et Escargot des jardins), les limaces (Limax maximus, Arion rufus et Deroceras reticulatum) et les escargots dulçaquicoles (Limnée naine Limnaea trunculata, Limnée des étangs Limnea stagnatilis et Planorbe cornée Planorbis corneus).
En 2011 pour la France métropolitaine les familles de la collection de référence pour la malacofaune terrestre de France répertoriées par l'inventaire national de la biodiversité (INPN) étaient (par ordre alphabétique : Aciculidae (14 taxons)  ; Argnidae (3 taxons) ; Assimineidae (6 taxons) ; Bradybaenidae (1 taxon)    ; Chondrinidae (35 taxons) ; Clausiliidae (47 taxons) ; Cochlicellidae (3 taxons) ; Cochlicopidae (9 taxons) ; Diplommatinidae (15 taxons) ; Discidae (3 taxons) ; Ellobiidae (6 taxons) ; Elonidae (2 taxons) ; Enidae (6 taxons)   ; Euconulidae (4 taxons) ; Ferussaciidae (6 taxons) ; Gastrodontidae (3 taxons) ; Helicidae (50 taxons) ; Helicodiscidae (2 taxons) ; Helicodontidae (2 taxons) ; Hygromiidae (82 taxons) ; Lauriidae (3 taxons) ; Orculidae (6 taxons) ; Oxychilidae (35 taxons) ; Pomatiidae (2 taxons) ; Pristilomatidae (7 taxons) ; Punctidae (2 taxons) ; Pupillidae (6 taxons) ; Pyramidulidae (2 taxons) ; Sphincterochilidae (1 taxon) ; Subulinidae (1 taxon); Succineidae (5 taxons) ; Testacellidae (5 taxons) ; Trissexodontidae (3 taxons) ; Truncatellidae (1 taxon) ; Valloniidae (8 taxons)   ; Argnidae (18 taxons) ; Vitrinidae (11 taxons) ; Zonitidae (1 taxon )

## Arthropodes

### Insectes
On évalue à 39 000 espèces d'insectes présent en France métropolitaine.

### Arachnides

#### Araignées
Environ 1 500 espèces d'araignées sont connues de France. La famille des Linyphiidae, typique des régions tempérées froides, compte le plus de représentant avec près de la moitié des espèces connues. Viennent ensuite les Salticidae (ou araignées sauteuses), la famille la plus riche d'espèce à travers le monde et particulièrement dans les régions tropicales et équatoriales. Vient ensuite la famille des Lycosidae (ou araignées loups).

#### Scorpions
La faune de France métropolitaine est pauvre en scorpions : 
- Buthus occitanus, parfois dénommé le scorpion jaune ou scorpion languedocien, est le plus grand de la faune française puisque l'adulte mesure entre 5 et 9 cm pour les mâles et entre 6,5 et 9 cm pour les femelles.
- Trois espèces appartiennent à la famille des Euscorpiidae : Euscorpius carpathicus, E. flavicaudis et E. italicus. Ces espèces sont de petites tailles, E. italicus est la plus grande (la longueur du corps de l'adulte peut atteindre 5,6 cm). De couleur brun foncé, le dimorphisme sexuel est très marqué.
  - E. flavicaudis se trouve dans les forêts de pins, dans les vieux murs et peut se rencontrer dans les maisons. Sa répartition correspond plus ou moins à celle du chêne vert.
  - E. carpathicus se trouve dans quelques départements du sud-est de la France sous les pierres et dans la litière de forêt, parfois avec des populations aux densités fortes.
  - E. italicus n'est présent que dans l'extrême sud est de la France dans la région de Menton et de Villefranche-sur-Mer.
- Belisarius xambeui est un petit scorpion aveugle des Pyrénées orientales, françaises et espagnoles. Il se trouve dans des grottes, sous de grosses pierres, dans des éboulis calcaires.

En dehors de Buthus occitanus, les espèces françaises sont trop petites pour causer des piqûres. Pour B. occitanus, la piqûre des individus rencontrés en France, bien qu'un peu douloureuse, n'est en rien dangereuse. Le venin de cette même espèce est plus dangereux au Maghreb.
En Martinique, on peut voir trois espèces différentes de scorpion : Centruroides barbudensis, Isometrus maculatus et Didymocentrus lesueurii. En Guadeloupe en plus de C. barbudensis et I. maculatus vit Centruroides pococki. Aux Saintes, en plus de C. pococki se rencontre Oiclus purvesii.
En Guyane, on peut rencontrer pas moins de vingt espèces différentes de scorpions.
A La Réunion se trouve Liocheles australasiae ainsi que peut-être encore I. maculatus et Chiromachus ochropus.
En Nouvelle-Calédonie, quatre espèces sont présentes : Cercophonius squama, Isometrus heimi, Liocheles waigiensis et L. australasiae.

## Urocordés
Cet embranchement comporte des Appendiculaires, des Ascidiacés (ou Ascidies) et des Thaliacés (ou Thalies).

## Céphalocordés
Cet embranchement n'est représenté en France que par une seule espèce (seulement 13 au niveau mondial) : l'Amphioxus ou Lancelet (Branchiostoma lanceolatum) présent sur toutes les côtes jusqu'à 40 m de profondeur.

## Vertébrés
La France métropolitaine compte plus de 600 espèces de vertébrés (hors poissons de mer).

### Chondrichthyens
Cette classe est divisée en deux sous-classes : les Sélaciens (requins et raies) et les Holocéphales (Chimères). Cette dernière est assez rare dans les eaux françaises.

### Ostéichthyens
Cette classe est divisée en deux sous-classes : les Chondrostéens (représentés en France par une seule espèce, l'Esturgeon) et les Téléostéens. Cette sous-classe comporte en France 17 ordres et au moins 61 familles. Le nombre d'espèces est difficile à préciser, le recensement des divers poissons marins étant très délicat à effectuer. En eau douce et saumâtre, elles sont au nombre de 80 environ (dont au moins 65 exclusivement en eau douce).

### Amphibiens
Cette classe est représentée en France par 29 espèces appartenant à deux ordres : les Urodèles et les Anoures.

### Reptiles
En France, la classe des reptiles est représentée par l'ordre des Chéloniens (tortues) et celui des Squamates subdivisé en deux sous-ordres : les Sauriens (lézards et Orvet) et les Ophidiens (serpents), soit au total 39 espèces.

### Oiseaux
On évalue à 273 le nombre des espèces nichant en France métropolitaine de façon régulière. Sur ce chiffre, 51 sont menacés et 22 en danger d'extinction.
En France métropolitaine, la classe des oiseaux compte 22 ordres réunissant 73 familles et 537 espèces.

### Mammifères
Cette classe est représentée en France par sept ordres réunissant 28 familles comprenant au total 135 espèces, dont une vingtaine occasionnelles (essentiellement phoques et cétacés).

Il existe un Observatoire de la Grande Faune et de ses Habitats, qui suit surtout (dans le sud-est de la France) des animaux d'intérêts cynégétique, le cerf, chevreuil, chamois, mouflon de Corse, sanglier, qui édite un Bulletin annuel.

## Liste des animaux protégés en France métropolitaine

### Mammifères

#### Chiroptères
| Nom                                          | Image                                                    | Aire de répartition                                      |
| -------------------------------------------- | -------------------------------------------------------- | -------------------------------------------------------- |
| Rhinolophus euryale (Rhinolophus euryale)    | Description de cette image, également commentée ci-après | Description de cette image, également commentée ci-après |
| Grand rhinolophe (Rhinolophus ferrumequinum) | Description de cette image, également commentée ci-après | Greater Horseshoe Bat area                               |
| Petit rhinolophe (Rhinolophus hipposideros)  | Kleine Hufeisennase                                      | Description de cette image, également commentée ci-après |
| Rhinolophe de Mehely (Rhinolophus mehelyi)   | Description de cette image, également commentée ci-après | Mehely's Horseshoe Bat area                              |